# Abborragyl (Ringamåla socken, Blekinge)
Abborragyl är en sjö i Karlshamns kommun i Blekinge och ingår i Bräkneån-Mieåns kustområde. Sjön är 9 meter djup, har en yta på 0,0204 kvadratkilometer och är belägen 86 meter över havet.